# 히야와
히야와(Ḫiyawa)는 아시리아 제국의 신히타이트계 속국 내지는 지방으로, 기원전 9세기부터 아슈르바니팔 서거 직후인 기원전 627년경까지 존속하였다. 킬리키아 동부 저지대에 위치하였으며, 동명의 도시를 수도로 두고 있었다. 오늘날 튀르키예의 아다나 시를 이 도시의 후계 도시로 본다.
히야와는 신아시리아 제국 시기의 기록에 '쿠에' (𒌷𒄣𒂊, Que)라는 이름으로 표기되며, 신바빌로니아 제국 시기에는 '후메' (𒆳𒄷𒈨𒂊, Ḫumê)라는 이름으로 소개된다.
히타이트인들은 미케네 그리스인을 '아히야와' (ahhiyawa)라고 불렀는데 이 도시의 명칭과 관련이 있는지는 학계의 뜨거운 논쟁거리이다. 현지에서 발견된 루위아와 페니키아 비석에서의 기록에서 그리스 신화의 인물인 '묵사' / '모프소스'를 지역 왕조의 시초로 언급한 점으로 미뤄보아, 청동기 시대 말기에 그리스인들이 킬리키아로 이주하였다고 보는 것이 정설이다.
성경에서는 '구에' (고대 히브리어: קְוֵה Qəwē)라는 이름으로 언급되며 이스라엘 국왕 솔로몬이 말을 구한 곳으로 등장한다 (열왕기상 10:28-29, 역대하 1:16).
식물 시클라멘코움 (학명: Cyclamen coum)의 라틴어 학명이 이 도시의 이름에서 유래한 것으로 추정된다.

## 같이 보기
- 히타이트
- 아나톨리아의 고대 지방
- 치네쾨이 비문

## 참고 문헌
- Simo Parpola and Michael Porter, editors, The Helsinki Atlas of the Near East in the Neo-Assyrian Period, ISBN 951-45-9050-3 (Helsinki, Finland, 2001), Gazetteer, p. 15.
- Mirko Novák and Andreas Fuchs, Azatiwada, Awariku from the House of Mopsos, and Assyria. On the Dating of Karatepe in Cilicia, in: A. Payne, Š. Velharticka, J. Wintjes (ed.), Beyond all Boundaries. Anatolia in the 1st Millennium B.C. OBO 295 (Leuven, 2021), pp. 397–466.
- Mirko Novák, Kizzuwatna, Ḥiyawa, Quwe – Ein Abriss der Kulturgeschichte des Ebenen Kilikien, in J. Becker / R. Hempelmann / E. Rehm (ed.), Kulturlandschaft Syrien – Zentrum und Peripherie. Festschrift für Jan-Waalke Meyer, Alter Orient und Altes Testament 371, Ugarit-Verlag Münster 2010, pp. 397–425.
- Cilicia Chronology Group: A Comparative Stratigraphy of Cilicia. Results of the first three Cilician Chronology Workshops, in: Altorientalische Forschungen 44/2, 2017, pp. 150–186.